# Paul De Ridder
Pour les articles homonymes, voir De Ridder.
Paul De Ridder, né le 20 août 1948 à Uccle, est un homme politique belge flamand, membre du N-VA.
Docteur en histoire médiévale, il est chef de service auprès des Archives de l'État en Belgique.

## Carrière politique
- 2009-2014 : député bruxellois